# شهرستان فرانکلین (ماساچوست)
شهرستان فرانکلین، ماساچوست (به انگلیسی: Franklin County, Massachusetts) یک شهرستان در ایالات متحده آمریکا است که در ماساچوست واقع شده‌است.

## خصوصیات
شهرستان فرانکلین ۱٬۸۷۷٫۷۵ کیلومترمربع مساحت دارد.